# Revolution Revolución
Revolution Revolución es el álbum debut de Ill Niño. Ha vendido más de 300 000 copias en los Estados Unidos. 
La mayoría de los repertorios en vivo de Ill Niño es de este álbum, incluso hoy en día.[cita requerida] El álbum cuenta con varios elementos e influencias del rap metal.

## Lista de canciones
Toda la música compuesta por Cristian Machado, Marc Rizzo y Dave Chavarri.. 
| Revolution Revolución |                         |          |  |
| N.º                   | Título                  | Duración |  |
| 1.                    | «God Save Us»           | 3:39     |  |
| 2.                    | «If You Still Hate Me»  | 2:55     |  |
| 3.                    | «Unreal»                | 3:33     |  |
| 4.                    | «Nothing's Clear»       | 3:22     |  |
| 5.                    | «What Comes Around»     | 3:46     |  |
| 6.                    | «Liar»                  | 3:31     |  |
| 7.                    | «Rumba»                 | 3:35     |  |
| 8.                    | «Predisposed»           | 4:13     |  |
| 9.                    | «I Am Loco»             | 3:30     |  |
| 10.                   | «No Murder»             | 3:21     |  |
| 11.                   | «Rip Out Your Eyes»     | 2:49     |  |
| 12.                   | «Revolution/Revolución» | 3:30     |  |
| 13.                   | «With You»              | 3:57     |  |
| 45:41                 |                         |          |  |

Notas:
El álbum fue relanzado el 22 de octubre de 2002 con los bonus tracks siguientes:
| Bonus Track |                                          |          |  |
| N.º         | Título                                   | Duración |  |
| 1.          | «Fallen»                                 | 3:38     |  |
| 2.          | «Eye for An Eye» (Live, Soulfly cover)   | 4:02     |  |
| 3.          | «God Save Us» (en vivo)                  | 3:46     |  |
| 4.          | «What Comes Around» (Versión en español) |          |  |
| 5.          | «Unreal» (Versión en español)            |          |  |

- Dos pistas multimedia también se incluyeron:

1. "What Comes Around" (Videoclip)[9]
2. "Unreal" (Videoclip)

La pista de "Liar" se toca en los créditos del juego Ghost Recon Advanced Warfighter del Xbox 360

## personal
- Cristian Machado: voz
- Jardel Martins Paisante: guitarra
- Marc Rizzo: guitarra
- Lazaro Pina: bajo
- Dave Chavarri: batería
- Roger Vásquez: percusión

### adicional
- DJ Skratch: tocadiscos
- Omar Clavijo:programación, teclados, tornamesas